# 戴天民
戴天民（1931年—），男，辽宁开原人，中国理性力学家、力学教育家，曾任辽宁大学教授、数学应用中心主任，中国力学学会理事。